# Рыжково (Шелковская волость)
Рыжко́во — деревня в Великолукском районе Псковской области России. Входит в состав сельского поселения «Шелковская волость».
Расположена на востоке волости на правом берегу реки Вятица (правый приток р.Крупица), в 13 км по дорогам или в 4 км к востоку от границы райцентра Великие Луки. В 3 км к западу находится волостной центр, деревня Шелково.

## Население
Численность населения деревни по состоянию на 2000 год составляла 14 жителей, на 2010 год — 13 жителей.